# 大峰山 (济南市)
大峰山，坐落在中华人民共和国山东省济南市长清区南部的一座山峰，属泰山余脉，海拔447米，是集人文古迹、休闲度假、红色旅游于一体的综合性旅游景区。大峰山与肥城山区相连，也称长肥山区。

## 概述
大峰山位于济南市区西南、长清区南部，长清、平阴、肥城三县交界处。主峰海拔447米，位于长清区孝里街道岚峪村东。因山势围合，三面峭立，曲如列屏，顶峰高而大，而得名“大峰山”。
大峰山与肥城山区相连，也称长肥山区。大峰山上有众多的人文古迹，如山顶的齐长城，山脚的长清县抗日根据地和长清县委红色遗址，半山腰的峰云观等。

## 齐长城
大峰山长城约有1500余米，南城门处长城保存较为完整，为石砌干垒墙体，墙体大致分为三层，底层设有仅容一人的藏兵洞，二层为守军行动通道，三层设有城垛雉堞。山崖边沿设有暗门开口。有金明门一座，门内有保存较为完好的瓮城。大多长城墙体或已支离破碎，或只剩断壁残垣。

## 古建筑群
大峰山古建筑群包括峰云观、三教堂、璇玑洞造像组成，始建于元朝，明清两代多有修葺。峰云观位于大峰山主峰南麓山腰处，三教堂位于大峰山山巅西南域，璇玑洞造像位于主峰东北方向里许下坡山坳里。2013年10月10日，大峰山古建筑群被山东省政府公布为第四批省级文物保护单位。

## 革命遗址
大峰山革命遗址位于东大峰山风景区内，最早可追溯到魏金三于1938年开辟的大峰山革命抗日根据地，是中共长清县委所在地，是中国共产党在抗日战争期间在泰西地区的重要根据地。1951年修建大峰山革命陵园，安葬有抗日战争和解放战争期间牺牲的20余名烈士。1979年被济南市政府公布为济南市第一批市级文物保护单位。2013年10月，原在大峰山革命遗址内的峰云观、三教堂、璇玑洞等古建筑被公布为省级文物保护单位大峰山古建筑群。2018年，中共济南市委在大峰山设立市委党校大峰山现场教学基地。
大峰山革命遗址总建筑面积300余平方米，现存一处院落和七间旧址展室，包括独立营旧址、县委旧址、救亡室、起居室、农耕室、医务室、武器装备室、学堂、警卫室等。2022年1月14月，大峰山革命遗址被公布为第六批省级文物保护单位。

## 备注
1. ↑  一说海拔446.9米